# 白背芒粉蝨
白背芒粉蝨（学名：Vasdavidius miscanthus）为粉蝨科大衛粉蝨屬下的一个种。